# Davi Banda
Davi Banda (Zomba, 29 de dezembro de 1983) é um futebolista malauiano que atua como meia.

## Carreira
Davi Banda representou o elenco da Seleção Malauiana de Futebol no Campeonato Africano das Nações de 2010.